# Tell Me Something
Tell Me Something är en koreansk film från 1999.

## Handling
Två styckmord och liken går inte att identifiera, men när det tredje liket dyker upp leder flera spår till Chae Su-Yeon.

## Rollista (i urval)
- Suk-kyu Han
- Eun-ha Shim
- Hang-Seon Jang
- Jung-ah Yum
- Seok-Hwan An
- Cheol-Ho Park
- Jun-Sang Yu
- Hwan-Jun Lee